# 塔納馬河
塔納馬河是俄羅斯的河流，屬於葉尼塞河的左支流，由克拉斯諾亞爾斯克邊疆區和亚马尔-涅涅茨自治区負責管轄，河道全長521公里，流域面積23,100平方公里，河水主要來自雨水和融雪。